# Cementerio de Mejillones
El Cementerio de Mejillones es un cementerio ubicado en Isla Navarino, Provincia Antártica Chilena, Región de Magallanes y de la Antártica Chilena. Con su construcción iniciada en 1913, recién se finalizó tres años después, en el mes de julio, tras ser superadas una serie de contratiempos. Fue declarado Monumento Nacional, bajo la categoría de Monumento Histórico, mediante el Decreto Supremo n.º 566 del 10 de junio de 1976.